# 勝沼醸造
勝沼醸造株式会社（かつぬまじょうぞう、英: Katsunuma Winery）は、山梨県甲州市勝沼町下岩崎にあるワインメーカー。

## 概要
1937年（昭和12年）、有賀義隣は現在地で製糸業を営む傍ら、ワイン造りを始めた。その4年後の1941年（昭和16年）、近隣の農家29名が集まり「金山葡萄酒協同醸造組合」を設立した。1949年（昭和24年）、税務署からの指導もあったことから、「金山葡萄酒株式会社」を設立することとなった。その翌年、有賀清弘が二代目を継承し、同時に、果実酒の酒類製造免許を取得した。1954年（昭和29年）、町村合併に伴う町名変更を契機に、｢勝沼醸造株式会社｣と改称した。1973年（昭和48年）、1946年（昭和21年）から始めた清涼飲料水の製造販売を中止することにし、ワイン葡萄果汁の製造販売を専業とすることになった。1990年（平成2年）、ワイン用ぶどう園での試験栽培を開始した。1999年（平成11年）、有賀雄二が三代目を継承し、同時に、ワイン用のぶどう園の拡張と配送センターを新設した。2004年（平成16年）、甲州ワインの新ブランド「アルガブランカ」を発売し販売を開始した。2016年（平成28年）、ワイン用ぶどう園（4ヘクタール）を拡張、現在にいたっている。
勝沼醸造の特徴は、甲州種葡萄へのこだわりと、甲州葡萄だけを使っての本物のワインを造ること、甲州への愛着と信念を抱いていることである。もともとは、土産用ワインのブランド「アルガブランカ」だったのが、現在では世界が認めるワインに成長した。「人と自然の関わりによる表現がワインである」と考えている。日本の葡萄栽培とワイン造り発祥の地「勝沼」における長年に及ぶ取り組みが、経験と技術になって日本ならではの味わいを醸し出している。恵まれた自然の恵みを最大限生かすため、余分な肥料は使わない、あえて何もせずまめに手入れをし、病気を未然に防いでいる。土壌に関しては、石灰などを使って土壌改良を行い、葡萄の持つ可能性を最大限に引き出すこと。葡萄栽培に関しては、垣根式栽培により果実を制限している。葡萄の房を小さくする、そのことで甘みの強い、味の濃い、糖度の高い葡萄の栽培を目指している。その他、逆浸透膜濃縮装置の活用や、氷結濃縮法を採用するなどして、世界に通じるワイン造りに挑戦している。

## 沿革
- 1937年（昭和12年） - 有賀義隣が製糸業を営む傍らワイン醸造を開始
- 1941年（昭和16年） - 農家29名により「金山葡萄酒協同醸造組合」を設立
- 1946年（昭和21年） - 清涼飲料の製造販売を開始
- 1949年（昭和24年） - 税務署の指導で「金山葡萄酒株式会社」と改称
- 1950年（昭和25年） - 有賀清弘が継承、果実酒醸造免許取得
- 1954年（昭和29年） - ｢勝沼醸造株式会社｣と改称
- 1973年（昭和48年） - ワイン葡萄果汁の製造販売を専業とする
- 1990年（平成2年） - ワイン用ぶどう園（20アール）で試験栽培を開始
- 1991年（平成3年） - レストランテ「風」を開設
- 1996年（平成8年） - 本社社屋改装
- 1999年（平成11年） - 有賀雄二が継承、ワイン用ぶどう園（1.5ヘクタール）に拡張
- 2000年（平成12年） - 配送センターを新設
- 2001年（平成13年） - ワイン用ぶどう園（3.5ヘクタール）に拡張
- 2004年（平成16年） - ブランド「アルガブランカ」を発売
- 2005年（平成17年） - アサヒビールワイナリー設備を取得、勝沼トンネルカーヴ契約
- 2006年（平成18年） - 金川ワイナリーの操業開始
- 2008年（平成20年） - パップ･クレマン社と提携し甲州ワインのEU輸出開始
- 2015年（平成27年） - 帝国ホテルオリジナルワイン「峡東」を納入
- 2016年（平成28年） - ワイン用ぶどう園（4ヘクタール）に拡張[2]

## 店舗情報
- 所在地 - 山梨県甲州市勝沼町下岩崎371
- 代表者 - 有賀雄二、栽培・醸造責任者 - 有賀裕剛[2]
- 営業時間 - 午前9時-午後4時
- 休日 - 年末年始
- 年間生産量 - 約30万本
- ぶどう畑 - 畑保有5.5ヘクタール[3]
- ワイナリーツアー - 「スタッフコース」2時間、①午前10時30分、②午後1時30分、「テイスティングコース」30分、①午前10時、②午後1時[4]
- レストランテ「風」 - レストランテ風アルガ葡萄園直営、平日・午前11時、土日祭日・午前11時30分-午後1時、午後1時30分-3時、午後5時-9時[5]

## 受賞歴
「日本ワイナリーアワード（Japan Winery Award）」
- 「第2回 日本ワイナリーアワード 2019」 - 五つ星獲得[7]
- 「第3回 日本ワイナリーアワード 2020」 - 五つ星獲得[8]
- 「第4回 日本ワイナリーアワード 2021」 - 五つ星獲得[9]
- 「第5回 日本ワイナリーアワード 2022」 - 五つ星獲得[10]
- 「第6回 日本ワイナリーアワード 2023」 - 五つ星獲得[11]

「日本ワインコンクール（Japan Wine Competition）」）
- 第8回 2010年（平成22年）金賞受賞[13]
  - 甲州・辛口「藤井 甲州 2009」
- 第19回 2023年（令和5年）金賞受賞[14]
  - 甲州「大久保 J.S 2022」

- 公道よりワイナリーを見る（2019年9月7日撮影）
- 店内の様子（2019年9月7日撮影）
- 同左（2019年9月7日撮影）
- 同左（2019年9月7日撮影）
- 樽熟成室（2019年9月7日撮影）
- テラス（2019年9月7日撮影）

## 交通アクセス
- 鉄道 - JR中央線 勝沼ぶどう郷駅よりタクシー利用約10分、塩山駅よりタクシー利用約15分
- 路線バス - 勝沼ぶどう郷駅で勝沼地域市民バス（ぶどうコース）に乗車、生福寺停留所（15分）より徒歩約3分、塩山駅（南口）で勝沼地域市民バス（ぶどうコース）に乗車、生福寺停留所（27分）より徒歩約3分
- 高速バス - 中央自動車道（京王バス、富士急バス、山梨交通 「新宿⇔甲府線」利用））中央道釈迦堂（ 釈迦堂パーキングエリア）停留所より徒歩約25分、勝沼インターチェンジ 勝沼バス停留所より徒歩約45分
- 乗用車 - 中央自動車道 勝沼インターチェンジより約15分